# Ануше Ансарі
Ануше Ансарі (Аноуше Ансарі, Анюша Ансарі, перс. انوشه انصاری, Anušeh Ansâri, англ. Anousheh Ansari; нар. 12 вересня 1966) — американська науковиця перського походження. Засновниця та голова компанії Prodea systems, Inc. Член піклувальної ради фонду X-Prize. 18 вересня 2006 року стала першою космічною туристкою серед жінок, першою іранкою та першою блогеркою в космосі.
Окрім рідної перської, вільно володіє англійською та французькою. Під час підготовки до космічного польоту також набула навичок розмовної російської мови.

## Космічний політ
Ануше Ансарі готувалася до космічного польоту як дублерка японського бізнесмена Дайсуке Еномото, але 21 серпня 2006 його політ було скасовано за медичними показниками, і Ансарі включили до основного складу екіпажу.
18 вересня 2006 о 4:09 UTC «Союз ТМА-9» з екіпажем у складі Михайла Тюріна, Майкла Лопес-Алегріа і Ануше Ансарі успішно стартував з космодрому Байконур. Ансарі стала першою жінкою-космічною туристкою і першою іранкою в космосі.
20 вересня о 5:21 корабель успішно пристикувався до кормового стикувального вузла модуля «Звезда» МКС. За вісім днів проведених на станції, Ансарі виконала кілька наукових експериментів, в основному пов'язаних із впливом космічної радіації і невагомості на екіпаж та на мікроорганізми. Ансарі стала також першою людиною, яка вела блог під час космічного польоту.
29 вересня о 1:13 Ансарі повернулася на Землю. Посадка відбулася успішно в розрахунковому районі у Казахстані.
Робота Ансарі на станції отримала хороші відгуки від інших членів екіпажу.
До польоту Ансарі хотіла розмістити на скафандрі американський прапор і старий іранський прапор періоду 1925—1964 рр., як символи двох країн, які виховали і виростити її. Але уряди США і Росії рекомендували обмежитися американським прапором через можливі політичні наслідки. Ансарі дослухалася рекомендацій і замість розміщення іранського прапора вирішила використовувати його колір в емблемі на своєму скафандрі.